# 七言絕句
七言绝句，简称七絕，为绝句的一种，是出現於六朝成熟于唐代的一种近體詩。四句，每句七个字。

## 格式
七言絕句，仄起式，正格：

仄仄平平仄仄平（韻）

平平仄仄仄平平（韻）

平平仄仄平平仄

仄仄平平仄仄平（韻）
七言絕句，平起式，正格：

平平仄仄仄平平（韻）

仄仄平平仄仄平（韻）

仄仄平平平仄仄

平平仄仄仄平平（韻）
七言絕句，仄起式，偏格：

仄仄平平平仄仄

平平仄仄仄平平（韻）

平平仄仄平平仄

仄仄平平仄仄平（韻）
七言絕句，平起式，偏格：

平平仄仄平平仄

仄仄平平仄仄平（韻）

仄仄平平平仄仄

平平仄仄仄平平（韻）

## 例
葡萄美酒夜光杯，欲饮琵琶马上催。

醉卧沙场君莫笑，古来征战几人回。——王翰《凉州词》
又如：
秦時明月漢時關，萬里長征人未還。

但使龍城飛將在，不叫胡馬度陰山。——王昌齡《出塞》
王世貞在《全唐詩說》表示：“李于鱗言唐人絕句，當以〈秦時明月漢時關〉壓卷。余始不信……以有意無意，可解不可解間求之，不免此詩第一耳。”。
李白的《朝發白帝城》（或題《下江陵》）是公認七言絕句中的壓卷之作：
朝辭白帝彩云間，千里江陵一日還。

两岸猿聲啼不住，轻舟已過万重山。——李白《朝發白帝城》

## 著名詩人
- 杜牧
- 王昌齡
- 李商隐